# Sistema de gestión de bases de datos relacionales
Un sistema de gestión de bases de datos relacionales (RDBMS, por sus siglas en inglés) es aquel que sigue el modelo relacional. 

## Reglas de una base de datos relacional
En 1985, Edgar F. Codd publicó doce reglas -más una 0 inicial- para evaluar si un sistema de gestión de bases de datos puede considerarse relacional.

### Regla 0: debe ser relacional, una base de datos y un sistema de gestión
Para que el sistema sea considerado relacional, debe usar únicamente sus capacidades relacionales para gestionar una base de datos.

### Regla 1: regla de la información
Toda la información de la base de datos debe estar representada explícitamente en el esquema lógico. Es decir, todos los datos están en las tablas.

### Regla 2: regla del acceso garantizado
Para todos y cada uno de los datos (valores atómicos) de una base de datos relacional (BDR) se garantiza que son accesibles a nivel lógico utilizando una combinación de nombre de tabla, valor de clave primaria y nombre de columna.
- Cualquier dato almacenado en una BDR tiene que poder ser direccionado unívocamente. Para ello hay que
 indicar en qué tabla está, cuál es la columna y cuál es la fila (mediante la clave primaria).
- Por tanto se necesita el concepto de clave primaria, que no es soportado en muchas implementaciones. En estos casos, para lograr un efecto similar se puede hacer lo siguiente:
  - Hacer que los atributos clave primaria no puedan ser nulos (NOT NULL).
  - Crear un índice único sobre la clave primaria.
  - No eliminar nunca el índice.

### Regla 3: tratamiento sistemático de valores nulos
Los valores nulos (que son distintos de la cadena vacía, blancos, 0, ...) se soportan en los SGBD totalmente relacionales para representar información desconocida o no aplicable de manera sistemática, independientemente del tipo de datos.
- Se reconoce la necesidad de la existencia de valores nulos, para un tratamiento sistemático de los mismos.
- Hay problemas para soportar los valores nulos en las operaciones relacionales, especialmente en las operaciones lógicas.
- Lógica trivaluada. En una posible solución. Existen tres (no dos) valores de verdad: Verdadero, Falso y Desconocido (null). Se crean tablas de verdad para las operaciones lógicas:
  - null Y null = falso
  - Verdadero Y null = null
  - Falso Y null = Falso
  - Verdadero O null = Verdadero
  - etc..

Un inconveniente es que de cara al usuario el manejo de los lenguajes relacionales se complica pues es más difícil de entender.

### Regla 4: diccionario dinámico en línea basado en el modelo relacional
La descripción de la base de datos se representa a nivel lógico de la misma manera que los datos normales, de modo que los usuarios autorizados pueden aplicar el mismo lenguaje relacional a su consulta, igual que lo aplican a los datos normales.
- Es una consecuencia de la regla 1 que se destaca por su importancia. Los metadatos se almacenan usando el modelo relacional, con todas las consecuencias.

### Regla 5: regla del sublenguaje de datos completo
Un sistema relacional debe soportar varios lenguajes y varios modos de uso de terminal (por ejemplo: rellenar formularios). Sin embargo, debe existir al menos un lenguaje cuyas sentencias sean expresables, mediante una sintaxis bien definida, como cadenas de caracteres y que sea completo, soportando:
- Definición de datos
- Definición de vistas
- Manipulación de datos (interactiva y por programa)
- Limitantes de integridad
- Limitantes de transacción (iniciar, realizar, deshacer) (Begin, commit, rollback).
- Además de poder tener interfaces más amigables para hacer consultas, etc. siempre debe de haber una manera de hacerlo todo de manera textual, que es tanto como decir que pueda ser incorporada en un programa tradicional.
- Un lenguaje que cumple esto en gran medida es SQL.

### Regla 6: regla de actualización de vistas
Todas las vistas que son teóricamente actualizables se deben actualizar por el sistema.
- El problema es determinar cuáles son las vistas teóricamente actualizables, ya que no está muy claro.
- Cada sistema puede hacer unas suposiciones particulares sobre las vistas que son actualizables.

### Regla 7: inserción, actualización y borrado de alto nivel
La capacidad de manejar una relación base o derivada como un solo operando se aplica no sólo a la recuperación de los datos (consultas), sino también a la inserción, actualización y borrado de datos.
- Esto es, el lenguaje de manejo de datos también debe ser de alto nivel (de conjuntos). Algunas bases de datos inicialmente sólo podían modificar las tuplas de la base de datos de una en una (un registro de cada vez).

### Regla 8: independencia física de datos
Los programas de aplicación y actividades del terminal permanecen inalterados a nivel físico cuando quiera que se realicen cambios en las representaciones de almacenamiento o métodos de acceso.
- El modelo relacional es un modelo lógico de datos, y oculta las características de su representación física.
- Es la capacidad de modificar el esquema interno sin tener que alterar el esquema conceptual (o los externos). Por ejemplo, puede ser necesario reorganizar ciertos ficheros físicos con el fin de mejorar el rendimiento de las operaciones de consulta o de actualización de datos. la independencia física se refiere sólo a la separación entre las aplicaciones y las estructuras físicas de almacenamiento.

La capacidad de modificar el esquema conceptual sin obligar a rescribir los programas de aplicación.

### Regla 9: independencia lógica de datos
Los programas de aplicación y actividades del terminal permanecen inalterados a nivel lógico cuando quiera que se realicen cambios a las tablas base que preserven la información.
- Cuando se modifica el esquema lógico preservando información (no valdría p.ej. eliminar un atributo) no es necesario modificar nada en niveles superiores.
- Ejemplos de cambios que preservan la información:
  - Añadir un atributo a una tabla base.
  - Sustituir dos tablas base por la unión de las mismas. Usando vistas de la unión puedo recrear las tablas anteriores...
  - depurar las vistas de diseños y contenerla estable.

### Regla 10: independencia de integridad
Los limitantes de integridad específicos para una determinada base de datos relacional deben poder ser definidos en el sublenguaje de datos relacional, y almacenables en el catálogo, no en los programas de aplicación.
- El objetivo de las bases de datos no es sólo almacenar los datos, sino también sus relaciones y evitar que estas (limitantes) se codifiquen en los programas. Por tanto en una BDR se deben poder definir limitantes de integridad.
- Cada vez se van ampliando más los tipos de limitantes de integridad que se pueden utilizar en los SGBDR, aunque hasta hace poco eran muy escasos.
- Como parte de los limitantes inherentes al modelo relacional (forman parte de su definición) están:
  - Una BDR tiene integridad de entidad. Es decir, toda tabla debe tener una clave primaria.
  - Una BDR tiene integridad referencial. Es decir, toda clave externa no nula debe existir en la relación donde es primaria.

### Regla 11: independencia de distribución
Una base de datos relacional tiene independencia de distribución.
- Las mismas órdenes y programas se ejecutan igual en una BD centralizada que en una distribuida.
- Las BDR son fácilmente distribuibles:
  - Las tablas se dividen en fragmentos que se distribuyen.
  - Cuando se necesitan las tablas completas se recombinan usando operaciones relacionales con los fragmentos.
- Sin embargo se complica más la gestión interna de la integridad, etc.
- Esta regla es responsable de tres tipos de transparencia de distribución:
  - Transparencia de localización. El usuario tiene la impresión de que trabaja con una BD local. (aspecto de la regla de independencia física)
  - Transparencia de fragmentación. El usuario no se da cuenta de que la relación con que trabaja está fragmentada. (aspecto de la regla de independencia lógica de datos).
  - Transparencia de replicación. El usuario no se da cuenta de que pueden existir copias (réplicas) de una misma relación en diferentes lugares.

### Regla 12: regla de la no subversión
Si un sistema relacional tiene un lenguaje de bajo nivel (un registro de cada vez), ese bajo nivel no puede ser usado para saltarse (subvertir) las reglas de integridad y los limitantes expresados en los lenguajes relacionales de más alto nivel (una relación (conjunto de registros) de cada vez) 
- Algunos problemas no se pueden solucionar directamente con el lenguaje de alto nivel.
- Normalmente se usa SQL inmerso en un lenguaje anfitrión para solucionar estos problemas. Se utiliza el concepto de cursor para tratar individualmente las tuplas de una relación. En cualquier caso no debe ser posible saltarse los limitantes de integridad impuestos al tratar las tablas a ese nivel.